# Holcocephala indigena
Holcocephala indigena là một loài ruồi trong họ Asilidae. Holcocephala indigena được Scarbrough miêu tả năm 2003. Loài này phân bố ở vùng Tân nhiệt đới.